# Feng Zhang
Feng Zhang, né le 22 octobre 1981, est un neuroscientifique et généticien américain. Il est professeur au McGovern Institute for Brain Research et à l'institut de technologie du Massachusetts. Il est membre du Broad Institute. 
Il est connu pour ses recherches sur le développement d'outils d'édition génomique CRISPR-Cas9.

## Biographie
Zhang est né en Chine en 1981. Ses deux parents travaillaient dans le développement informatique. À 11 ans, il déménage avec sa mère aux États-Unis dans l'état d'Iowa. 

## Recherches
Il est connu pour ses recherches sur l'optogénétique et sur les CRISPR. Il enseigne et dirige ses recherches au Massachusetts Institute of Technology.

## Distinctions
Il a reçu le prix Gairdner en 2016. 
Il est également lauréat en 2021 du prix Richard Lounsbery de l'Académie des Sciences française et l'Académie nationale des Sciences américaine « pour ses résultats pionniers dans le domaine de l’édition génomique incluant la découverte de nouveaux systèmes CRISPR et leur développement en tant qu’outils moléculaires. ». 
Il reçoit en 2025 la National Medal of Technology and Innovation.

## Bataille juridique
Chercheur au Broad Institute d’Harvard, il s'oppose à Emmanuelle Charpentier et Jennifer Doudna concernant la paternité de la découverte des ciseaux génétiques CRISPR. 
Il découvre cette technologie en 2012 et dépose un brevet en 2014 selon une procédure accélérée et l’obtient avant l’université de Berkeley où sont affiliées les deux chercheuses. 
L’établissement d’Emmanuelle Charpentier et Jennifer Doudna dépose une plainte au tribunal des brevets américains, et accuse le Broad Institute d’interférence, c’est-à-dire d’avoir breveté une technologie déjà en partie brevetée.
Le Broad Institute ne nie pas s’être inspiré des travaux d’Emmanuelle Charpentier et Jennifer Doudna mais la définition présentée au bureau des brevets comporte une différence importante avec le texte soumis par l’UC Berkeley : le brevet demandé par les chercheuses portait sur les cellules procaryotes tandis que le brevet demandé par Zhang portait sur les cellules eucaryotes. 
En 2016, l'office des brevets américain (USPTO) rend une décision favorable à l'équipe de Feng Zhang du Broad Institute. En Europe, l'office européen des brevets tranche en faveur des chercheuses.